# LMFAO
LMFAO war ein US-amerikanisches Electrohouse-/Hip-Hop-Duo aus Los Angeles, das 2010 durch den Track Gettin’ Over You von David Guetta, Chris Willis und Fergie bekannt wurde. Das Duo bestand aus dem Rapper Redfoo, einem Sohn von Motown-Gründer Berry Gordy, und seinem Neffen SkyBlu. Insbesondere mit Party Rock Anthem 2011 landeten sie auch in Deutschland, Österreich und der Schweiz einen großen Dance-Hit.

## Bandgeschichte

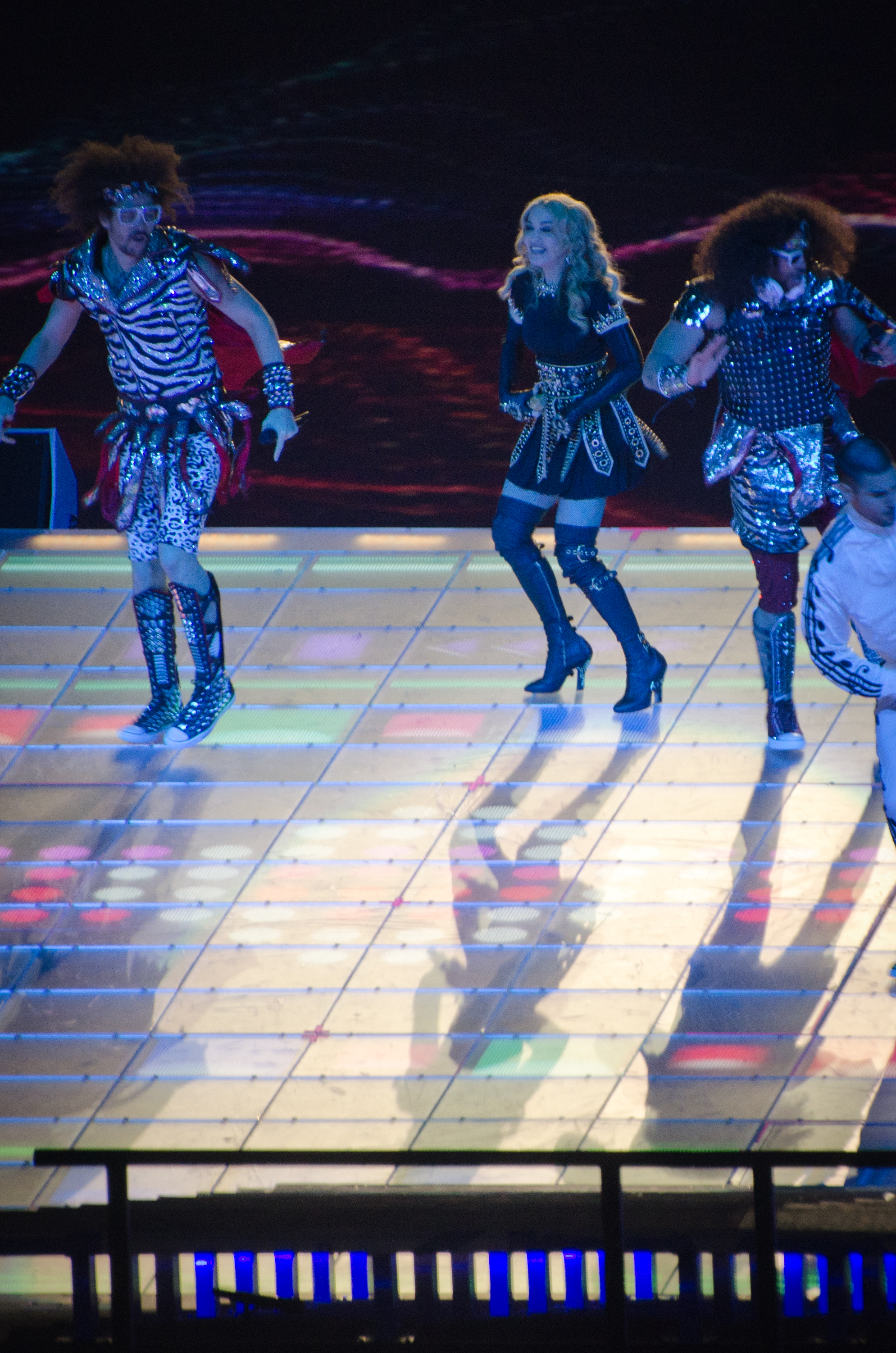
LMFAO mit Madonna beim Super Bowl (2012)

LMFAO wurde 2007 von Stefan Kendal Gordy alias Redfoo und dessen Neffen Skyler Austen Gordy alias SkyBlu gegründet. Redfoo ist ein Sohn und SkyBlu ist ein Enkel des Motown-Gründers Berry Gordy Jr. Die beiden wuchsen gemeinsam in Pacific Palisades auf. Das Duo wollte sich zuerst Sexy Dudes nennen, änderte den Namen allerdings aufgrund einer Chatunterhaltung zwischen SkyBlu und dessen Großmutter in LMFAO. In dieser nannte er den Bandnamen Sexy Dudes, worauf sie mit LMFAO antwortete. Das Internet-Akronym steht für „Laughing my fucking ass off“ – sinngemäß: „Ich lache mir meinen verdammten Arsch ab“. Sie starteten in der Electro-House-Klubszene von Los Angeles und entfachten durch dortige Auftritte und Radioshows immer größere Begeisterung. Als die beiden genug Songs zusammen hatten, stellte sie will.i.am, bester Freund von Redfoo, Jimmy Iovine von Interscope Records vor, der ihnen auf Anhieb einen Vertrag anbot. Am 1. Juli 2008 veröffentlichten sie mit einer EP-Version ihr erstes Album Party Rock bei iTunes. Am 7. Juli 2009 folgte das vollständige Album, das auf Platz eins bei den Dance-Alben einstieg und Platz 33 in den offiziellen Albumcharts erreichte. Den ersten kommerziellen Erfolg landete LMFAO mit Party Rock Anthem aus dem zweiten Album Sorry for Party Rocking. Später folgten Champagne Showers, Sexy and I Know It und Sorry for Party Rocking. Zum Super Bowl XLVI traten sie gemeinsam mit Madonna in der Halbzeitshow auf.
LMFAO fielen durch ihre schrill-bunte Kleidung und extragroße, bunte Brillengestelle ohne Gläser auf. Bei ihren ersten Auftritten trugen sie grelle, selbstbedruckte T-Shirts mit dem Bandlogo oder den Texten ihrer Songs. Daraus entwickelte sich eine ganze Kollektion mit Hemden, Jacken, Brillen und Anhängern, die sie über das eigene Modelabel Party Rock Life vertreiben.
Im September 2012 löste sich das Duo auf. Später dementierten sie diese Nachrichten und nannten es kreative Pause.

## Diskografie
Studioalben

| Jahr | Titel Musiklabel                                 | Höchstplatzierung, Gesamtwochen, AuszeichnungChartplatzierungen (Jahr, Titel, Musiklabel, Platzierungen, Wochen, Auszeichnungen, Anmerkungen) | Höchstplatzierung, Gesamtwochen, AuszeichnungChartplatzierungen (Jahr, Titel, Musiklabel, Platzierungen, Wochen, Auszeichnungen, Anmerkungen) | Höchstplatzierung, Gesamtwochen, AuszeichnungChartplatzierungen (Jahr, Titel, Musiklabel, Platzierungen, Wochen, Auszeichnungen, Anmerkungen) | Höchstplatzierung, Gesamtwochen, AuszeichnungChartplatzierungen (Jahr, Titel, Musiklabel, Platzierungen, Wochen, Auszeichnungen, Anmerkungen) | Höchstplatzierung, Gesamtwochen, AuszeichnungChartplatzierungen (Jahr, Titel, Musiklabel, Platzierungen, Wochen, Auszeichnungen, Anmerkungen) | Anmerkungen                                               |
| Jahr | Titel Musiklabel                                 | DE | AT | CH | UK | US | Anmerkungen                                               |
| ---- | ------------------------------------------------ | --- | --- | --- | --- | --- | --------------------------------------------------------- |
| 2009 | Party Rock Interscope Records (UMG)              | — | — | — | — | US33 (25 Wo.)US | Erstveröffentlichung: 3. Juli 2009 Verkäufe: + 40.000     |
| 2011 | Sorry for Party Rocking Interscope Records (UMG) | DE19 Gold · (32 Wo.)DE | AT11 Platin · (39 Wo.)AT | CH13 Gold · (59 Wo.)CH | UK8 Platin · (62 Wo.)UK | US5 Gold · (63 Wo.)US | Erstveröffentlichung: 11. Juni 2011 Verkäufe: + 1.852.500 |